# Варіативна функція
У програмуванні, фу́нкції зі змі́нним число́м аргуме́нтів називають варіативними.
Існує багато математичних і логічних операцій, які краще реалізувати за допомогою функцій зі змінною кількістю аргументів, наприклад, підсумовування чисел або конкатенація рядків.

## Приклад у C
Для реалізації функцій зі змінним числом аргументів у мові програмування C потрібно підключити заголовний файл  stdarg.h. Раніше використовувався varargs.h, який оголошено застарілим. Для C++ цей заголовний файл називається cstdarg.
```
#include
 
<stdarg.h>

double
 
average
(
int
 
count
,
 
...)

{

  
va_list
 
ap
;

  
int
 
j
;

  
double
 
sum
 
=
 
0
;

  
va_start
(
ap
,
 
count
);
 
/* Потрібен останній відомий аргумент (щоб отримати адресу першого невідомного) */

  
for
 
(
j
 
=
 
0
;
 
j
 
<
 
count
;
 
j
++
)
 
{

    
sum
 
+=
 
va_arg
(
ap
,
 
double
);
 
/* Збільшує ap до наступного аргументу. */

  
}

  
va_end
(
ap
);

  
return
 
sum
 
/
 
count
;

}

```

Ця функція дозволяє обчислити середнє значення від довільної кількості аргументів. Зверніть увагу, що функція не знає числа аргументів і їх типів. Функція з прикладу вище очікує, що типи будуть double і що число параметрів передається першим аргументом. В інших випадках, наприклад для функції printf(), число і типи аргументів з'ясовуються за рядком формату.
У загальному випадку варто знати про правило підвищення типів за замовчуванням, за яким підвищення типів зазнають усі аргументи функції, включно з невідомими аргументами. Так, якби в прикладі вище невідомі аргументи були оголошені типу float, фактично вони б виявилися типу double, і очікувати функція мала б тип double, а не float. Це може спричинити плутанину й помилки, якщо функція очікує аргумент певного розміру, а отримує аргумент іншого розміру. Особливо небезпечним є використання макроса NULL у варіативних функціях, оскільки NULL у C визначається конкретною реалізацією і не зобов'язаний бути нулем, зведеним до типу void *, а в C++ визначений як 0 без явного зведення до вказівника. Число 0 має тип int, найменший розмір якого відповідає 16 бітам (2 байти), що, найпевніш, не відповідатиме розміру очікуваного у функції вказівника.
stdarg.h оголошує тип va_list, і визначає чотири макрофункції: va_start, va_arg, va_copy і va_end. Кожному виклику va_start і va_copy має відповідати виклик va_end. Під час роботи зі змінним числом аргументів функція зазвичай оголошує змінну типу va_list (ap у прикладі), якою маніпулюватимуть макроси.
1. va_start приймає два аргументи: об'єкт va_list  і посилання на останній параметр функції (той, що перед трикрапкою). Вона ініціалізує об'єкт va_list для використання у va_arg або va_copy. Компілятор зазвичай виводить попередження, якщо посилання хибне (наприклад, посилання на параметри, що відрізняються від останнього, або посилання на зовсім інший об'єкт).
2. va_arg приймає два аргументи: об'єкт va_list (раніше ініціалізований) і дескриптор типу. Він розширюється на наступний аргумент і має вказаний тип. Кожен наступний виклик повертає наступний аргумент.
3. va_end приймає один аргумент типу va_list і очищає його. Якщо потрібно, наприклад, опрацювати змінне число аргументів більш ніж один раз, слід повторно ініціалізувати va_list, викликавши va_end і потім va_start.
4. va_copy приймає два аргументи, обидва типи va_list. Він дублює другий (який повинен був бути ініціалізованим) у перший.